# پی‌یر گرینگور
پیر گرینگور (به فرانسوی: Pierre Gringore) شاعر و نمایش‌نامه نویس و کارگردان قرن پانزدهم میلادی اهل فرانسه است.